# 白石慶子
白石 慶子（しらいし けいこ、1985年10月29日 - ）は、日本のアニメーション監督、映像作家。
主に、劇場・TVアニメのオープニング・エンディングアニメーション監督や、NHKの音楽番組「みんなのうた」などのアニメーションを制作している。

## 来歴
東京都生まれ。
東京都立工芸高等学校 グラフィックアーツ科卒業。
多摩美術大学 造形表現学部 映像演劇学科卒業。
東京藝術大学大学院 映像研究科 アニメーション専攻修了。
株式会社サンライズ CGアニメーター勤務後、独立。
株式会社フリッカ ディレクター。

## アニメーション
- Netflixアニメ『ケンガンアシュラ 』エンディングアニメーション監督（2020-2024年）
- そうだったのか！自閉症『ぴょんぴょんの巻』『いつもの席の巻』『オウム返しの巻』『ひとりごとの巻』『ダメ出しの巻』『耳ふさぎの巻』アニメーション監督（2022-2024年）
- MV『詩超絆』アニメーション監督／アーティスト：BanG Dream!「MyGO!!!!!」（2023年）
- 『こまのこまどり∞』アニメーション監督（2023年）
- TVアニメ『青のオーケストラ』エンディングアニメーション監督（2023年）
- 手話映像『9次元＊ダイバーズ』オープニングタイトルアニメーション監督（2022年）
- 大森山王ビール第7弾『SAKU』アニメーション監督（2022年）
- コミックシーモア『ただいま、おじゃまされます！』アニメーション監督（2022年）
- 『ごしごし ガラガラ』アニメーション監督／うた：音羽ゆりかご会（2020年）
- 『dカーシェア』アニメーション（2020年）
- 『2020年おうちの旅 -2020: A Home Odyssey-』アニメーション監督（2020年）
- TVアニメ『地縛少年花子くん』エンディングアニメーション監督（2020年）
- Netflixアニメ『ケンガンアシュラ 』エンディングアニメーション監督（2020年）
- TVアニメ『放課後さいころ倶楽部』エンディングアニメーション監督（2019年）
- 前橋文学館『八咫烏の翼』AR（2019年）
- 映画『37 Seconds』アニメーション（2019年）
- 福井県ふるさと文学館『色百合の君』アニメーション監督（2019年）
- カルピス『タナバタノオト 第2話』アニメーション（2019年）
- 前橋文学館『リーディングシアター イエスタデイ』アニメーション監督（2018年）
- TVアニメ『あそびあそばせ』エンディングアニメーション監督（2018年）
- TVアニメ『ハクメイとミコチ』オープニングアニメーション監督（2018年）
- NHKヒバクシャからの手紙『ホウセンカおじいちゃん』アニメーション監督（2017年）
- 三陸国際芸術祭2017『空とぶさんま』アニメーション監督（2017年）
- 前橋文学館『蛙の死』アニメーション監督（2017年）
- TVアニメ『月がきれい』エンディングアニメーション監督（2017年）
- 『EIEN×52seconds』アニメーション監督（2017年）
- TVアニメ『クズの本懐』デザインワークス・エンディングアニメーション監督（2017年）
- TVアニメ『ダンガンロンパ３ 絶望編』『ダンガンロンパ３ 未来編』エンディングアニメーション監督（2016年）
- TVアニメ『暗殺教室』エンディングアニメーション監督（2015-2016年）
- 劇場アニメ『デジモンアドベンチャー tri.　第1章』エンディングアニメーション監督（2015年）
- TVアニメ『乱歩奇譚 Game of Laplace』オープニング・エンディングアニメーション監督（2015年）
- 劇場アニメ『劇場版 ゆうとくんがいく』アニメーション（2014年）
- NHKみんなのうた『日々』アニメーション監督／うた：吉田山田◆5分間1曲枠の楽曲（2013年）
- 『Lotus Flower』アニメーション監督（2013年）
- MV『予感』アニメーション監督／アーティスト：伊藤真澄（2013年）
- TVアニメ『がんばれ！ルルロロ』レイアウト（2013年）
- MV『空耳ケーキ』アニメーション監督／アーティスト：伊藤真澄（2012年）
- TVアニメ『人類は衰退しました』エンディングアニメーション監督（2012年）
- 『カメレオンは原子力の夢を見るか？』アニメーション監督（2012年）
- 『かくれん坊』アニメーション監督（2012年）
- 『いないいないばあば』アニメーション監督（2011年）

## イラスト・マンガ
- 『詩超絆』デジタルシングルジャケット／アーティスト：BanG Dream!「MyGO!!!!!」（2023年）
- 『クズの本懐 staff book』（2017年）
- 『暗殺教室』ポストカード（2016年）
- 『暗殺教室』Tシャツ（2016年）
- 『デジモンアドベンチャー tri. 第2章』クリアしおり（2016年）
- 『乱歩奇譚 Game of Laplace 記念本』（2015年）
- 『吉田山田５５５ツアー』クリアファイル（2014年）
- 『DAILY MUSIC』イラストライブレポート（2014年）
- 『吉田山田大発展2014』（2014年）
- 『日々』CDジャケット（2013年）
- 『オトナアニメCOLLECTION 人類は衰退しました FANBOOK』（2012年）

## ワークショップ
- ギャラクシティ『まるちたいけんドームで上映する、無重力アニメーションを作ろう！』（2024年）
- NACT+JAA  アニメーション・キャラバン2024『コラージュであそぼう 色と形のアニメーション！in 国立新美術館』（2024年）
- ふくしま「若者×メディア芸術×デジタル」推進事業『コマ撮りアニメーション・ワークショップ（伊達郡）（郡山市）（喜多方市）』（2024年）
- 東京工芸大学 インタラクティブメディア学科『デジタルドローイングアニメーション』『ストップモーションアニメーション』講師（2024年）
- NACT+JAA アニメーション・キャラバン2024『何に見えるかな？色と形の切り紙アニメーション！in 国立新美術館』（2024年）
- 第19回吉祥寺アニメーション映画祭ワークショップ『フリッカ「ネコを動かしてニャニメーションを作ろう！」』（2024年）
- 山口県宇部市『タブレットでおどろき盤を作ろう！』（2024年）
- 東京工芸大学 インタラクティブメディア学科『デジタルドローイングアニメーションワークショップ』講師（2023年）
- 神奈川工科大学 メディア芸術表現研究室『特別授業』講師（2023年）
- NACT+JAA アニメーション・キャラバン2023『みんなで回そう！アニメーションワークショップin 国立新美術館』（2023年）
- 第18回吉祥寺アニメーション映画祭 ワークショップ『フリッカ「タブレットでおどろき盤を作ろう！」』『フリッカ「コマ撮りで立体アニメを作ろう！」』（2023年）
- ふくしま「若者×メディア芸術×デジタル」推進事業『ホワイトボード・アニメを作ろう！（二本松市）』『コマ撮りアニメを作ろう！（いわき市）』（2022年）
- 文化庁メディア芸術祭『PUI PUI モルカー』関連イベント「折り紙風船をつくって撮ろう！ストップモーションアニメーション制作体験ワークショップ」（2022年）
- SKIPシティ 映像ミュージアム『タブレットでおどろき盤をつくろう！』（2022年）
- 令和3年度 西東京市 NPO等企画提案事業 自閉症啓発プロジェクト ワークショップ『こころころころアニメーション』（2022年）
- 第17回吉祥寺アニメーション映画祭 ワークショップ『フリッカ「コマ撮りで立体アニメを作ろう！」』（2022年）
- アニメーションで遊ぼう！アニメーション・ワークショップ2021『描いた絵と自分の手がコラボ!?ホワイトボード・アニメを作ろう！』（2021年）
- 東京アニメアワードフェスティバル2021『こどもワークショップ「動く」～蜘蛛（クモ）の動きをつくろう～』企画（2021年）
- NACT+JAA アニメーション・キャラバン2020『みんなでアニメーション！作ろう☆動かそう！ワークショップ in 国立新美術館』企画（2020年）
- グランベリーパーク『えがくイルミネーション！』（2019年）
- たまプラーザ テラス『みんなで作ろう！ ミニチュアたまプラーザ テラス！』（2019年）
- Max Plan『max net わたしたちのまちづくり』企画（2017-2019年）
- たまプラーザ テラス『ぐるぐる回る！手まわし観覧車を作ろう！』『ころころ動く！たま乗りゾウさん』（2019年）
- デイセンターさくらガーデン『さくらカフェ』企画（2019年）
- 児童養護施設 一宮学園『BLIND TRIP』企画（2018年）
- TURNフェス4『◯△□』企画（2018年）
- デイセンターひかり苑『OPEN GARDEN』企画（2018年）
- 総合体験型アフタースクール いおぎ みんなの学校『プラ板づくり』（2018年）
- 東京藝術大学Diversity on the Arts Project『BLIND TRIP』企画（2018年）
- 東京藝術大学Diversity on the Arts Project『DOORカフェ』企画（2017年）
- フリースペースコスモ 不登校の子どもたちの居場所『アニメーション』企画（2015-2017年）
- 三陸国際芸術祭2017『空とぶさんま』企画（2017年）
- 京成百貨店『こどもアニメーション制作教室』企画（2017年）
- ギャラクシティ『こどもアニメーションすたじお』企画（2015-2017年）
- 認定NPO法人文化学習協同ネットワーク『特別な教育ニーズを持つ子どもたちと一緒のアニメーションWS』企画（2011-2014年）

## 出演・掲載
- TBS『DigiCon6』審査員（2023-2024年）
- 『第16-19回吉祥寺アニメーション映画祭』審査員（2021-2023年）
- 東京藝術大学広報誌『藝える』第12号（2023年）
- 東京藝術大学 Diversity on the Arts Project（DOOR）『対話篇 THE DIALOGUES OF DOOR』（2022-2023年）
- 東京藝術大学大学院映像研究科公開講座 OPEN INNOVATION2022『人・環境・アニメーション ～創作世界と現実世界の相関～』（2022年）
- としまテレビ『としま情報スクエア』トーク（2021年）
- 地域報道サイト『ひばりタイムス』寄稿（2021年）[4]
- FM西東京『ウィークエンドボイス』トーク（2021年）
- ICT活用放課後等デイサービス キッズコネクション『ズームインジョブ』インタビュー（2020年）[5]
- パソコン工房NEXMAG『クリエイター仕事道』インタビュー（2019年）[6]
- 東京都立工芸高等学校『オリンピック・パラリンピック教育講演会』講演（2019年）
- 『東京アニメアワードフェスティバル2019 クリエイターズサロンVol.1』トーク（2018年）
- 『東京アニメアワードフェスティバル2017-2018』一次選考委員（2017-2018年）
- 『IZANAU』インタビュー（2017年）
- 『暗殺教室 黒板アートライブペインティング』パフォーマンス（2015-2016年）[7][8]
- 『多摩美映像フェスティバル in アキバタマビ21　ディレクターズ・トークバトル』トーク（2015年）
- 『乱歩奇譚　監督×声優×ED座談会』トーク（2015年）[9]
- 『上野校地シアター2014』トーク（2014年）
- 『吉田山田ミニライブ・白石慶子トークショー』トーク（2014年）
- 『映像作家100人 2013』掲載（2013年）
- 『NHK WORLD TV “imagine-nation”』トーク（2013年）

## 上映・展示
- 広島平和記念資料館『テレビが記録したヒロシマ～NHK・民放番組上映会2024～』（2024年）
- さいたま市 プラザノース『わくわくいっぱい！ファミリーアニメーション』（2023-2024年）
- 前橋文学館『リーディングシアター イエスタデイ』（2018/2023年）
- おもちゃ映画ミュージアム『戦争と平和を考える企画』（2023年）
- 国立新美術館『イントゥ・アニメーション8』（2023年）
- 西東京市『アスタビジョン』（2021-2023年）
- アート・コミュニケータ東京フェス2022『アート・コってなんだ？』（2022年）
- 中国・北京『Feinaki Beijing Animation Week 2021』（2021年）
- オランダ・ロッテルダム・アムステルダム『CAMERA JAPAN Festival 2021』（2021年）
- 調布市文化会館 たづくり『調布メディアアートラボ　－アニメーションの世界へようこそ－』（2021年）
- 東京都立工芸高等学校『グラフィックアーツ科 OB展示』（2016年, 2020年）
- オーストリア・ウィーン『dotdotdot』（2019年）
- おもちゃ映画ミュージアム『映像を通して平和を考える』（2019年）
- イスラエル国際アニメーション・マンガ・カリカチュア映画祭『Animix TEL AVIV』（2019年）
- ふくしま空間創造舎『Animation Loop』（2019年）
- 横浜、京都『ストップモーションアニミズム展』（2018-2019年）
- セルビア、東京『第5回 JSFF 日本セルビア映画祭』（2018－2019年）
- オランダ・ロッテルダム・アムステルダム『CAMERA JAPAN Festival 2018』（2018年）
- アステールプラザ『第17回 広島国際アニメーションフェスティバル』（2018年）
- 前橋文学館・アーツ前橋『ヒツクリコ ガツクリコ 言葉の生まれる場所』（2017年）
- 尾道市瀬戸田町『瀬戸田映画祭』（2017年）
- NHK広島放送局『ピースサイトヒロシマ2017』（2017年）
- 中国・成都『A4 Art Museum』（2017年）
- スペイン・テネリフェ島『エスパシオエンター・カナリアス』（2017年）
- ブラジル・サンパウロ『FILE』（2017年）
- オーストリア・ウィーン『tricky women 2017』（2017年）
- 多摩美術大学『グッドバイ上野毛展 さよならを言いそびれたからだ』（2016-2017年）
- 3331 Arts Chiyoda『多摩美映像フェスティバル in アキバタマビ21』（2015年）
- 喜多方市美術館『福島現代美術ビエンナーレ2014』（2014年）
- 東京藝術大学『上野校地シアター2013-2014』（2013-2014年）
- 宇野港『宇野港芸術映画座 2013』（2013年）
- カナダ・バンクーバー『バンクーバー国際映画祭 2012』（2012年）
- 東京国際フォーラム『IMF 2012 日本政府展示』（2012年）
- シネマ・ジャック＆ベティ『横浜フランスアニメーション映画祭 2011-2012』（2011-2012年）
- 韓国・ソウル『国際10秒アニメーションフェスティバル 原子力時代展』（2012年）
- 山下公園『スマートイルミネーション横浜2012』（2012年）
- 名古屋シアターカフェ『GEIDAI ANIMATION 03 TALK in 名古屋シアターカフェ』（2012年）
- 福井県立美術館『藝大アニメin福井』（2011年）
- 北海道大学『CLARK THEATER 2011』（2011年）
- 愛知芸術文化センター『アート・アニメーション・フェスティバル2011』（2011年）

## 受賞・ノミネート
- 『第15回いばらきデジタルコンテンツ・ソフトウェア大賞2011』最優秀賞
- 『第16回いばらきデジタルコンテンツ・ソフトウェア大賞2012』優秀賞
- 『ASIAGRAPH 2011 第三部門 アニメーション作品公募部門』優秀賞
- 『第11回 JCF学生映画祭』準グランプリ
- 『第10回JCF学生映画祭』入賞
- 『第55回 ライプチヒ国際ドキュメンタリー・アニメーション映画祭』入賞
- 『東京アニメアワード2013』公募部門入選[10][11]
- 『第24回東京学生映画祭アニメーション部門』入賞
- 『第15回 京都国際学生映画祭』入賞
- 『第10回インディーズアニメフェスタ2012』入賞
- 『第16回アニメーション神戸デジタル・クリエーターズ・コンテスト』入賞
- 『イメージフォーラム ヤング・パースペクティヴ 2012』入賞
- 『2013未来映画祭夏フィルム』入賞
- 『第18回 学生CGコンテスト』ノミネート